# Therese Schlesinger
Therese Schlesinger, născută Eckstein, (n. 6 iunie 1863, Viena, Imperiul Austriac – d. 5 iunie 1940, Blois, Centre-Val de Loire, Franța) a fost o feministă și politiciană austriacă.

## Biografie
Therese Schlesinger s-a născut în orașul Viena, capitala Imperiului Austriac, la 6 iunie 1863 într-o familie evreiască din clasa de mijloc superioară. A avut mai mulți frați printre care psiholoaga Emma Eckstein, scriitorul Gustav Eckstein și polimatul Frederick Eckstein. Therese s-a căsătorit cu Viktor Schlesinger la 24 iunie 1888, iar, un an mai târziu, a născut o fată care a primit numele Anne. Nașterea a fost foarte grea, cauzându-i o infirmitate parțială a piciorului drept și forțând-o să rămână într-un scaun cu rotile timp de câțiva ani. Soțul ei a murit la 23 ianuarie 1891. Începând din 1905 a locuit alături de mama ei, de fiica ei, de sora Emma și de fratele Gustav până la moartea lor în anii 1920. Sinuciderea fiicei sale în 1920 a afectat-o profund pe Therese Schlesinger. După Anexarea Austriei de Germania Nazistă în 1938, ea a fugit în Franța. Și-a petrecut restul vieții într-un sanatoriu din Blois, unde a murit la 5 iunie 1940.

## Activități
Începând din 1894, Therese Schlesinger s-a implicat în mișcarea feministă austriacă, alăturându-se Asociației Generale a Femeilor Austriece (în germană Allgemeiner Österreichischer Frauenverein (AÖFV) și a participat la Ancheta cu privire la condiția femeilor salariate vieneze (în germană Enquęte zur Lage der Wiener Lohnarbeiterinnen). La sfârșitul anului 1897 a părăsit AÖFV și s-a alăturat Partidului Muncitoresc Social-Democrat din Austria (în germană Sozialdemokratische Arbeiterpartei Österreichs). „În anii care au urmat, Schlesinger s-a aflat în centrul dezbaterilor referitoare la cea mai bună modalitate de a atrage femeile pentru cauza social-democrației. Poziția ei a fost clară: revendicările organizațiilor sindicale nu au inclus asigurarea educației politice a femeilor și a dreptului de vot al femeilor, cerințe la fel de importante în opinia lui Schlesinger. Mai mult chiar, dacă o nouă formă de solidaritate urma să se dezvolte între oameni în cadrul unui proiect socialist, era necesar să se rezolve în primul rând problemele culturale referitoare la conștiința și viața „cotidiană” ca preocupări politice.” În perioada 1919-1923 a fost membră a Consiliului Național (în germană Nationalrat), camera inferioară a Parlamentului Austriei, iar apoi a făcut parte din Consiliul Federal (în germană Bundesrat), camera superioară a Parlamentului, demisionând la 5 decembrie 1930.